# Дебора Ли Джеймс
Дебора Ли Джеймс (род. 25 ноября 1958, Лонг-Бранч, Нью-Джерси, США) — была 23-м Министром военно-воздушных сил США с 2013 по 2017 годы.

## Ранняя жизнь
Джеймс родилась в Лонг-Бранч, Нью-Джерси в 1958 году, выросла в соседнем Румсон и закончила Rumson-Fair Haven Regional High School в 1976 году. В 1979 году она получила степень бакалавра, а позже получила степень магистра (1981).

## Министр ВВС
13 декабря 2013 года Джеймс была утверждена в качестве 23-го министра военно-воздушных сил США и официально начала свой срок пребывания с 20 декабря 2013 года. В своём положении она отвечала за дела министерства ВВС Соединённых Штатов, в том числе за организацию, подготовку, оснащение и обеспечение благополучия более 690 000 военнослужащих и членов их семей, а также за расходование годового бюджета ВВС (139 млрд долларов в 2015 году).
В 2015 году Джеймс заявила, что половина лётчиков ВВС «недостаточно готовы» к борьбе против противника с «интегрированными средствами ПВО и ракет земля-воздух», несмотря на предыдущие инвестиции в технологии, включая пятое поколение истребителей F-35 и F-22. В дополнение к терроризму, Джеймс определила Россию как «самую большую угрозу» для национальной безопасности США. В декабре 2016 года заявила, что Россия является угрозой номер один для США.